# Voûte de Vizille
Tunnel de Vizille
La voûte de Vizille ou tunnel de Vizille est un tunnel routier de France situé en Isère, à Vizille, au sud-est de Grenoble. Il permet à la route départementale 524 reliant Vizille à Gières par Uriage-les-Bains de franchir la colline du château de Vizille qui s'avance comme un éperon rocheux dans la plaine où est installée la ville.

## Histoire
Le percement est décidé en 1827 par Augustin Perier, nouveau député de l'Isère et il entre en service vers 1836. Il facilite les échanges entre l'ouest et l'est du bourg et au-delà vers Vaulnaveys-le-Bas, évitant le franchissement de la colline. 
Entre 1894 et 1946, la ligne de Grenoble à Vizille par Uriage-les-Bains des Voies ferrées du Dauphiné emprunte le tunnel jusqu'à la gare de Vizille en correspondance avec la ligne de Jarrie au Bourg-d'Oisans.